# 塔拉斯普城堡

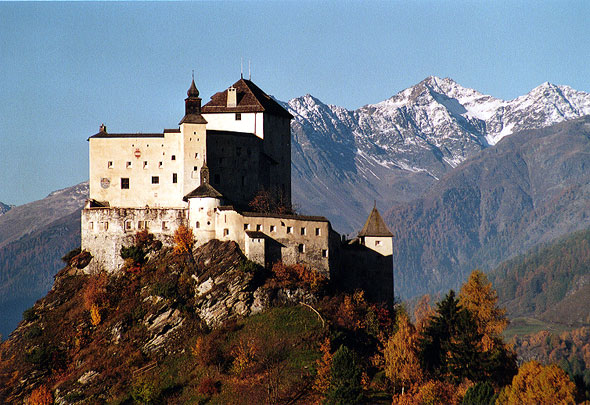
塔拉斯普

46°46′44.24″N 10°15′41.97″E / 46.7789556°N 10.2616583°E
塔拉斯普城堡（德語：Schloss Tarasp）是瑞士东部格劳宾登州塔拉斯普的一座中世纪城堡。现已列入瑞士国家重要文化财产名录。

## 历史
塔拉斯普城堡最早见于11世纪的文献，但建筑很可能建于10世纪。奥地利贵族统治此地直到1803年，期间城堡数经战火，但从未陷落。1900年，城堡已破败不堪，Odol漱口水的发明人林格纳（Karl August Lingner）将其买下并重修。1919年起向游客开放。